# Suavodrillia declivis
Suavodrillia declivis é uma espécie de gastrópode do gênero Suavodrillia, pertencente a família Borsoniidae.